# Oscar de Suède (2016)
Pour les articles homonymes, voir Oscar de Suède.
Oscar de Suède (en suédois : Oscar av Sverige), duc de Scanie, né le 2 mars 2016 à Solna, est le fils de la princesse héritière Victoria de Suède et de son époux le prince Daniel. 
Il occupe actuellement la troisième place dans l'ordre de succession au trône suédois, après sa mère et sa sœur aînée la princesse Estelle.

## Biographie

### Naissance
Le prince Oscar est né le 2 mars 2016 à 20 h 28 à l'hôpital Karolinska de Solna. Il pesait 3,7 kg pour 55 centimètres. 
En plus d'être troisième dans l'ordre de succession au trône de Suède, il apparaît également au-delà de la 200e place dans l'ordre de succession au trône britannique, en tant que descendant en plusieurs lignes de la reine Victoria du Royaume-Uni.

### Baptême
Le baptême du prince Oscar se tient le 27 mai 2016 en la chapelle royale au Palais royal à Stockholm. L'archevêque Antje Jackelén officie lors du sacrement, assisté de l'évêque Johan Dalman et du révérend Michael Bjerkhagen. À l'issue de la cérémonie, 21 coups de canon sont tirés en l'honneur du prince Oscar. 
Le prince a reçu a cette occasion pour parrains et marraines :  
- La princesse Madeleine de Suède.
- La princesse héritière Mette Marit de Norvège.
- Le prince héritier Frederik de Danemark.
- Oscar Magnuson (fils de la princesse Christina de Suède et cousin de la princesse héritière).
- Hans Aström (cousin du prince Daniel).

### Titulature
- 2 mars 2016 : Son Altesse Royale le prince Oscar de Suède, duc de Scanie (Skåne)[3].

Monogramme du prince Oscar.

## Armes
Les armoiries du prince sont les suivantes :
| Blason | Blasonnement : Écartelé : à la croix pattée d'or, qui est la Croix de Saint-Eric, cantonnée en 1 et 4, d'azur à trois couronnes d'or posées 2 et 1 (qui est de Suède moderne), en 2, d'azur, à trois barres ondées d'argent, au lion couronné d'or armé et lampassé de gueules, brochant sur le tout (qui est de Suède ancien), en 3, d'or à la tête arrachée de griffon de gueules couronné, becqué et langué d'azur (Scanie), sur-le-tout de Vasa (tiercé en bande d'azur, d'argent et de gueules à la gerbe d'or brochant) et de Pontecorvo (d'azur, au pont à trois arches d'argent, sur une rivière de même, ombrée d'azur, et supportant deux tours du second ; le tout surmonté d'une aigle contournée au vol abaissé, becquée et membrée d'or empiétant un foudre de même accompagné en chef de sept étoiles d'or aussi rangées en forme de la constellation de la Grande Ourse (de Bernadotte)). |